# Arnaud Tournant
Arnaud Tournant (n. 5 aprilie 1978, Roubaix, Nord-Pas-de-Calais, Franța) este un fost ciclist francez. Tournant a fost campion olimpic și de 14 ori campion mondial la ciclism pe velodrom.

## Palmares
Medalii olimpice
- Aur - 2000:  la sprint pe echipă
- Argint 2004:  cursă contra cronometru
- Bronz 2004: la sprint pe echipă
- Argint 2008: la sprint pe echipă

Medalii la campionatul mondial
- Aur - 2001 la sprint
- Aur - 1997, 1998, 1999, 2000, 2001, 2004, 2006, 2007, 2008, la sprint pe echipă
- Aur - 1998, 1999, 2000, 2001, contra cronmetru
- Argint 2002, 2004, contra cronmetru
- Argint 2003 la sprint pe echipă
- Bronz 2003 contra cronmetru